# نگولو
آب‌سنگ حلقوی نگولو یا اِنگولو یکی از سه آبخوست در جزایر کارولین در اقیانوس آرام است. همچنین این آب‌سنگ حلقوی یک منطقه شهرداری در ایالت یاپ، ایالات فدرال میکرونزی نیز هست. درازای نگولو ۳۶ کیلومتر (۲۲ مایل) در ۲۲ کیلومتر (۱۴ مایل) است و ۱۸ آب‌سنگ آن یک تالاب داخلی به مساحت ۳۸۲ کیلومتر مربع (۱۴۷ مایل مربع) را در بر می‌گیرد. بخش خاوری آب‌سنگ تا عمق زیادی به زیر آب رفته است. مساحت کل خشکی آن ۰٫۴ کیلومتر مربع (۰٫۱۵ مایل مربع) است. نگلولو در فاصله‌ای نزدیک به ۱۰۴ کیلومتر (۶۵ مایل) جنوب-جنوب باختر یاپ قرار دارد و باختری‌ترین آب‌سنگ حلقوی در ایالات فدرال میکرونزی است.
جمعیت نگولو در سال ۲۰۰۰، ۲۶ نفر بود.

## تاریخ
نخستین اروپایی وارد شده به آب‌سنگ حلقوی نگولو یک ناوبر اسپانیایی به نام «آلونسو دی آیرلانو» سوار بر پاتاچه «سن لوکاس» در ۲۳ ژانویه ۱۵۶۵ بود. در ۱۸۰۲ یک افسر نیروی دریایی اسپانیا به نام «دون خوان لافیتا» آب‌سنگ حلقوی نگولو را کشف کرد.
در ۱۸۹۹ امپراتوری استعماری آلمان، بر همه آبخوست‌های جزایر کارولین ادعای مالکیت کرد. پس از جنگ جهانی اول، این آبخوست‌ها به کنترل امپراتوری استعماری ژاپن در آمدند. پس از جنگ جهانی دوم، ایالات متحده آمریکا کنترل این آبخوست‌ها را به عهده گرفت. از ۱۹۴۷ آب‌سنگ حلقوی نگولو به عنوان بخشی از قلمرو تراست جزایر اقیانوس آرام مدیریت شد و در ۱۹۷۹ بخشی از ایالات فدرال میکرونزی شد.